# Броненосцы типа «Мажента»
«Мажента́» (фр. Magenta) — серия французских батарейных броненосцев, состояла из двух броненосцев Magenta и Solférino.

## История
Два броненосца этой серии были заложены по проекту Дюпуи-де-Лома как усиленная в артиллерийском плане версия броненосцев серии «Глуар». Так как на момент их постройки, основным потенциальным противником французских броненосцев все ещё оставались многочисленные британские деревянные винтовые линейные корабли, было решено увеличить количество орудий в бортовом залпе, для максимально эффективного поражения последних.

## Конструкция
Корабли типа «Мажента» были единственными в мире батарейными броненосцами с двухдечным расположением орудий. Применение двухпалубной батареи позволило увеличить число орудий без необходимости увеличения длины корабля, и повысить дальность поражения цели. Они имели полное водоизмещение 6175 тонн.

### Бронирование
Корпуса кораблей собирались из дерева и обшивались кованой железной броней. Пояс, тянувшийся вдоль ватерлинии, имел толщину 114 мм, двухъярусную батарею прикрывала 102-114-мм броня. Главная и верхняя палубы были отделены друг от друга поперечными стенками из прочной древесины. При их высоком надводном борте и сильном завале бортов внутрь, они считались отличными мореходными единицами, а орудия верхней палубы могли успешно применяться даже в плохую погоду.

### Вооружение
Вооружение броненосцев серии «Мажента» состояло из шестнадцати 66-фунтовых гладкоствольных и десяти 164-мм орудий на главной палубе и двадцати четырёх 164-мм орудий на верхней. В качестве дополнительного вооружения, броненосцы несли две 233-мм гаубицы, предназначенные для поражения такелажа и палуб кораблей противника в ближнем бою. Эти броненосцы были также первыми, при постройке оборудованными тараном из кованого железа, способным эффективно пробивать при ударе подводную часть корабля противника. В ситуации общего кризиса артиллерии 1860-х, не способной пробивать броню, таранное вооружение было мощным преимуществом французских кораблей над британскими.

### Силовая установка
В движение корабли приводились паровой машиной возвратно-поступательного действия, мощностью около 1000 л.с. Их максимальная скорость составляла 12 узлов. За счет небольшой длины корпуса, корабли получились весьма маневренными, что облегчало проведение таранных атак. Как дань традиции, корабли несли парусное вооружение.

## Служба
Оба корабля вступили в строй в 1862 году. «Мажента» служила флагманом Средиземноморского Флота до своей гибели от пожара в 1875 году. В 1867—1868 году они были перевооружены: орудия нижних палуб сняты для сокращения веса, а на верхней установлены десять 240-миллиметровых нарезных дульнозарядных орудий, гораздо более эффективных против ставших основными противниками броненосных кораблей Великобритании. Во время франко-прусской войны 1870—1871 годов оба корабля стояли в резерве.
31 октября 1875 года, «Мажента», стоявший в гавани Тулона, загорелся по неизвестной причине. Экипаж попытался затопить погреба главного калибра, и тем самым спасти корабль, но пламя легко распространялось по деревянным конструкциям корпуса, и после безнадежной борьбы с огнём, экипаж был вынужден оставить корабль. «Мажента» взорвалась и затонула на глубине 15 метров: в 1994 году обломки корабля были обследованы водолазами, и на поверхность поднята часть его последнего груза — экспонаты с археологических раскопок древнего Карфагена, которые броненосец должен был доставить в музеи Франции.
Solférino был сдан на слом в 1882 году.